# La Arboleda
La Arboleda (en euskera: Zugaztieta) es un barrio del municipio vizcaíno del Valle de Trápaga.
En 2015 su población era de 532 habitantes. En noviembre de 2002 el Gobierno Vasco incoó expediente para declarar Bien Cultural Calificado, con la categoría de Conjunto Monumental, al barrio minero del siglo XIX.

## Nombre
Aunque la Real Academia de la Lengua Vasca ha aceptado Zugaztieta como nombre vasco, el Ayuntamiento del Valle de Trápaga solamente ha aceptado oficialmente el nombre español de La Arboleda.

## Situación
La Arboleda se halla a unos cinco kilómetros al oeste del centro de Trápaga. Se conecta por la carretera   BI-3755   que pasa por el barrio de La Reineta / Larreineta. También existe la opción de acceder a La Arboleda desde el Funicular de Larreineta, un centenario medio de transporte para salvar el desnivel montañoso de más de 300 metros.
El barrio fue construido sobre una colina junto a las antiguas minas. Las minas fueron inundadas por el caudal de ríos subterráneos, y hoy existen dos grandes lagos cerca del pueblo. El municipio ha adaptado un área recreativa de parques alrededor de los lagos.

## Historia

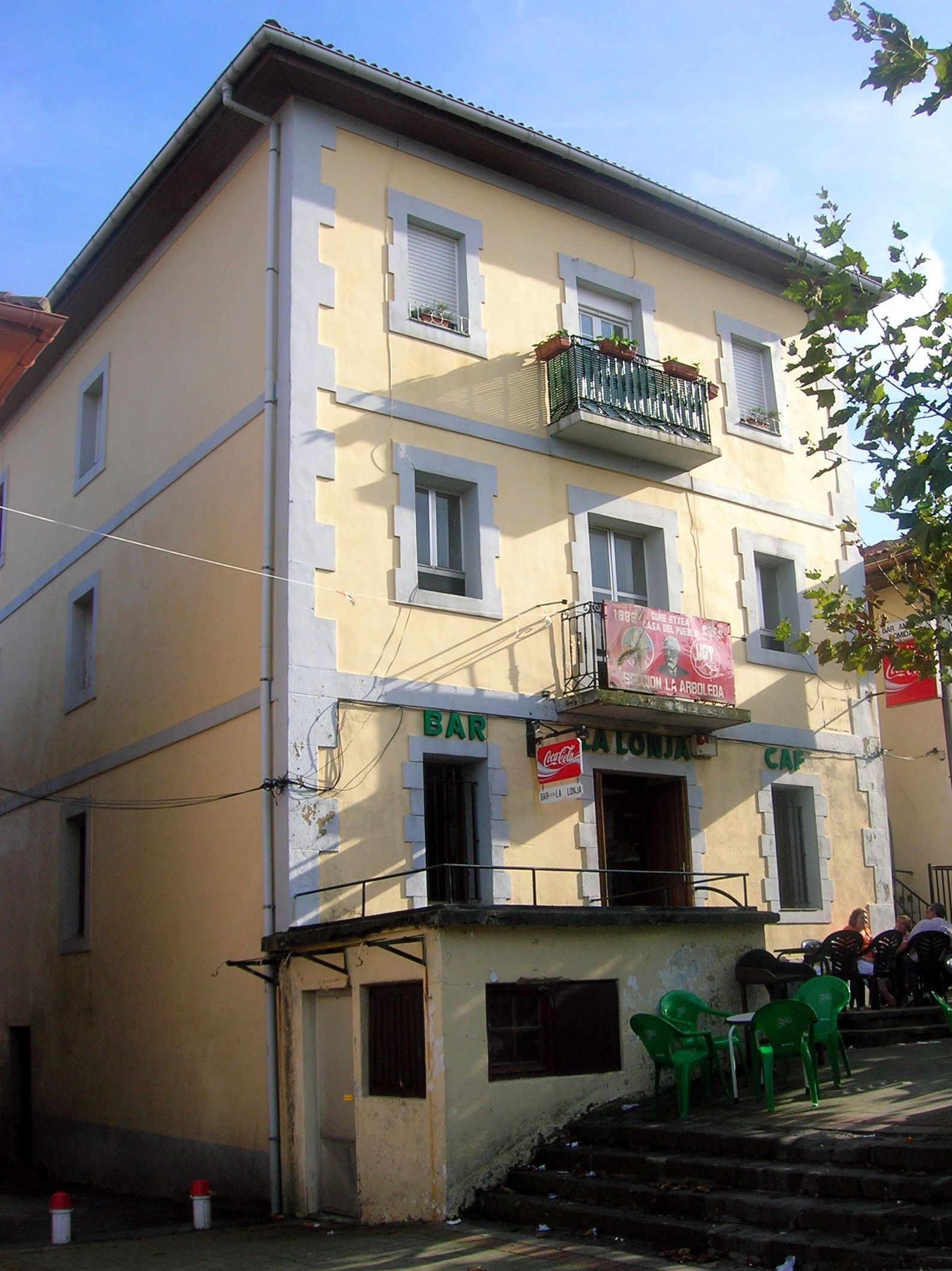
Primera Casa del Pueblo de España, construida en 1888.

Hacia 1870 se sabe que en la zona conocida como La Arboleda vivían unas 400 personas. En esa década las empresas extranjeras dieron un gran impulso a la explotación minera de la sierra de Triano y, como consecuencia, la población creció considerablemente. Debido a la necesidad de muchos trabajadores vino un gran número de trabajadores de diferentes partes de España.
Siendo un barrio rodeado de minas aquí se encuentran los inicios del movimiento obrero vasco. El socialismo a nivel español también dio aquí sus primeros pasos, con la creación de la primera Casa del Pueblo del Partido Socialista Obrero Español y del sindicato Unión General de Trabajadores en 1888.
Desde su fundación se construyeron cabañas de madera junto a las minas para satisfacer la necesidad de alojamiento. También había otra razón para que estas construcciones fueran temporales, a saber: en cualquier momento, según lo dictaran las circunstancias de la operación minera, podría ser necesario derribar o reubicar las cabañas.
Sin embargo el distrito siguió fortaleciéndose. En 1887 una de cada dos casas estaba hecha de piedra. En 1911 vivían allí 3.000 personas. Posteriormente se crean diversos equipamientos, entre ellos: el hospital, las escuelas, el albergue de asilo, la iglesia, la casa económica, el lugar de reunión de los trabajadores católicos, la casa del pueblo, etc.

## Patrimonio
En términos urbanísticos, continúa el esquema de red de tanques, en torno a una plaza central. El conjunto se organiza en derredor de esta plaza, donde se ubican algunos de los equipamientos del pueblo: en el extremo más alto de la plaza está la iglesia de San Salvador; frente a ella el quiosco de música y casas sindicales, como la Casa del Pueblo. Esta plaza alargada se extiende en dirección a la pendiente más alta del terreno. Las calles se conectan de nuevo a la plaza, siguiendo las curvas de nivel de la ladera.
Se conservan tres tipos de casas de ese momento histórico, que son representativas de las casas de los mineros:
a) Casas de madera. Son las más cercanas a la casa minera. Sin embargo, el modelo ha sido modificado; ha sufrido cambios de estructura, de materiales de construcción y organización interna. Originalmente cada casa constaba de una cocina y una sola habitación.
b) Viviendas balcoides, aisladas, dispuestas en pisos.
c) Viviendas que siguen los criterios de la Empresa de Mineral de Hierro Orconera en cuanto a su construcción. Son casas adosadas para dos familias. Forman racimos de tres o cuatro hileras y están dispuestas de forma irregular.

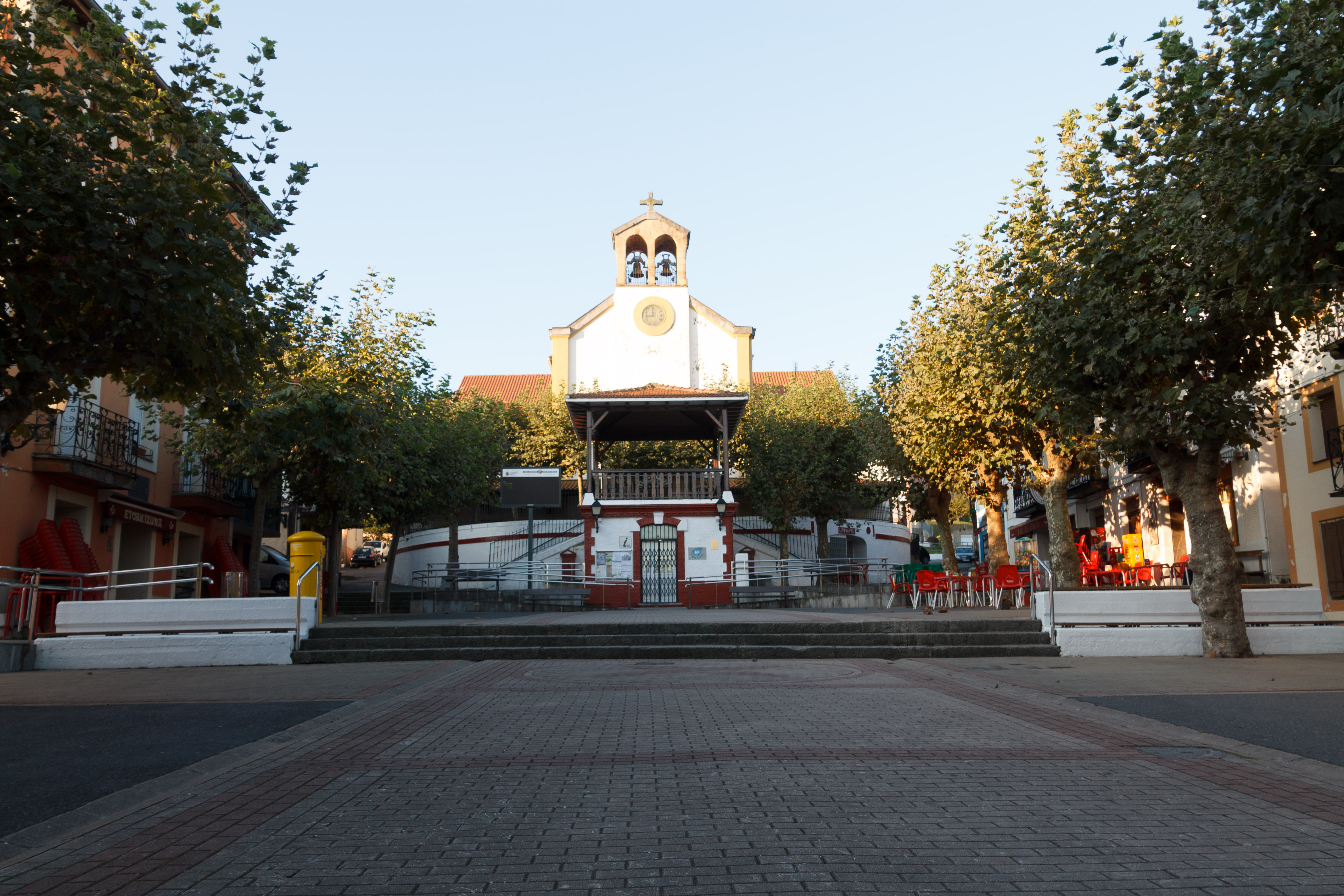
Iglesia de Santa Maria Magdalena.
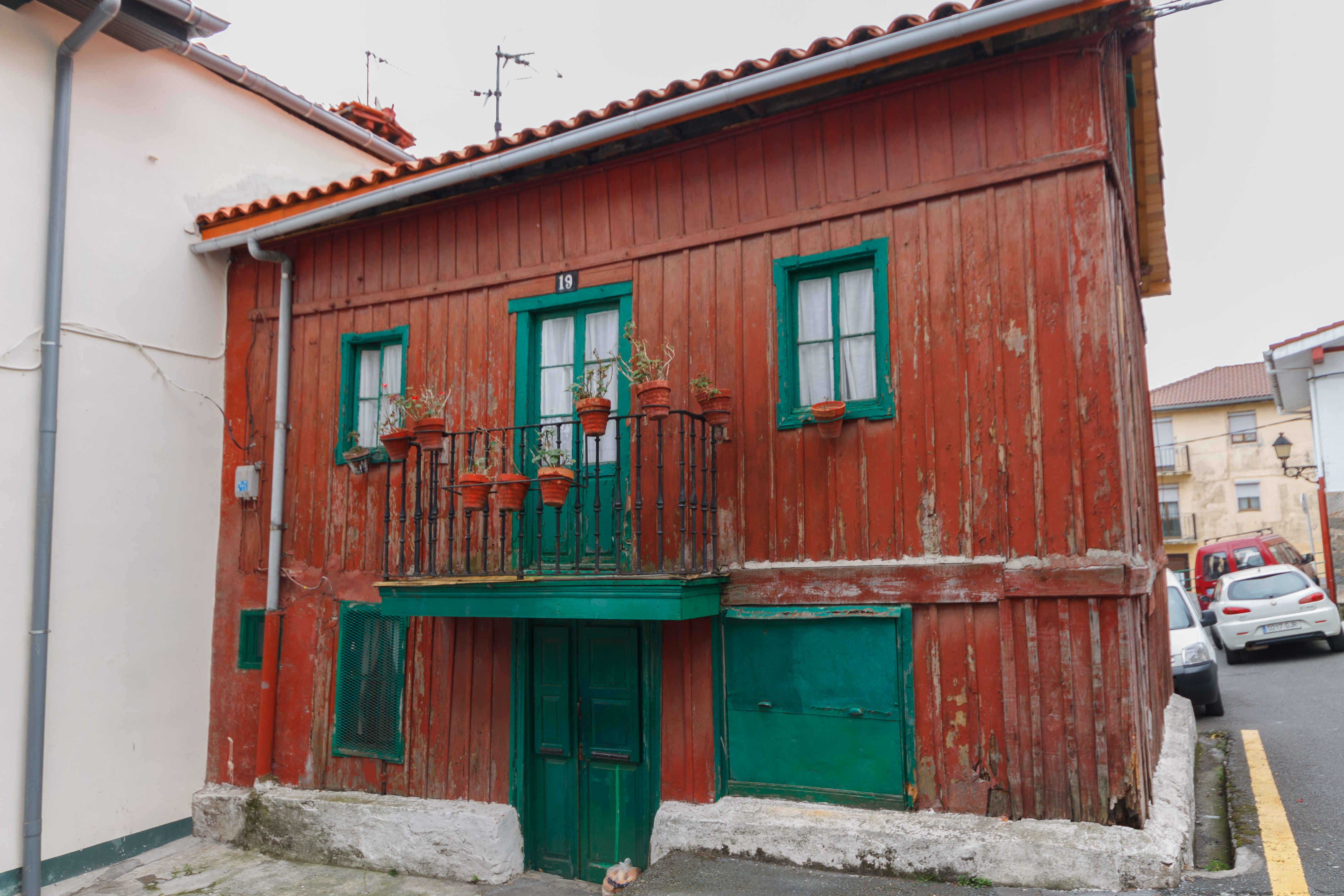
Casa de madera 19, calle de Santa María Magdalena.
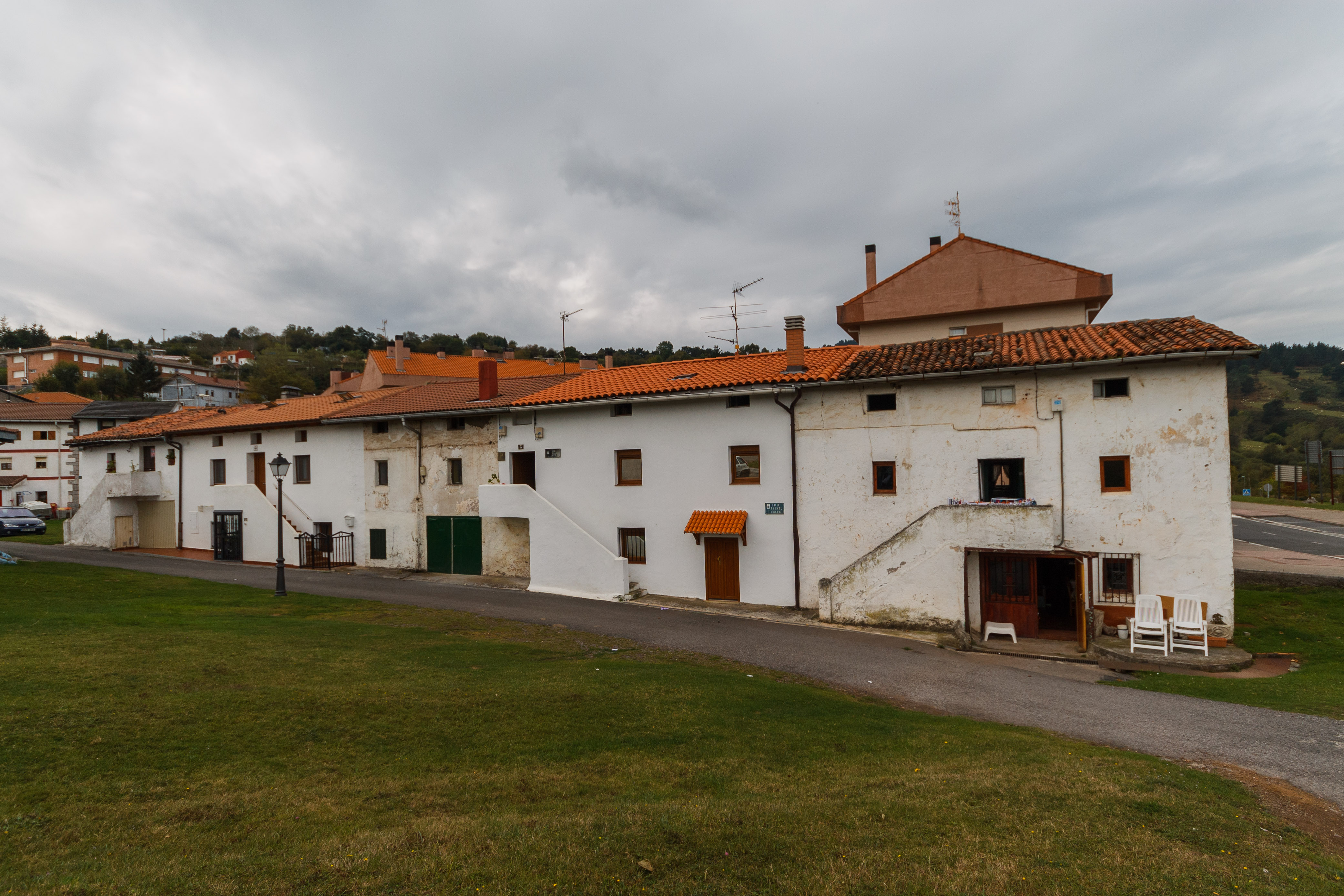
Casas 1-3-4-5 de la  calle Arenal.
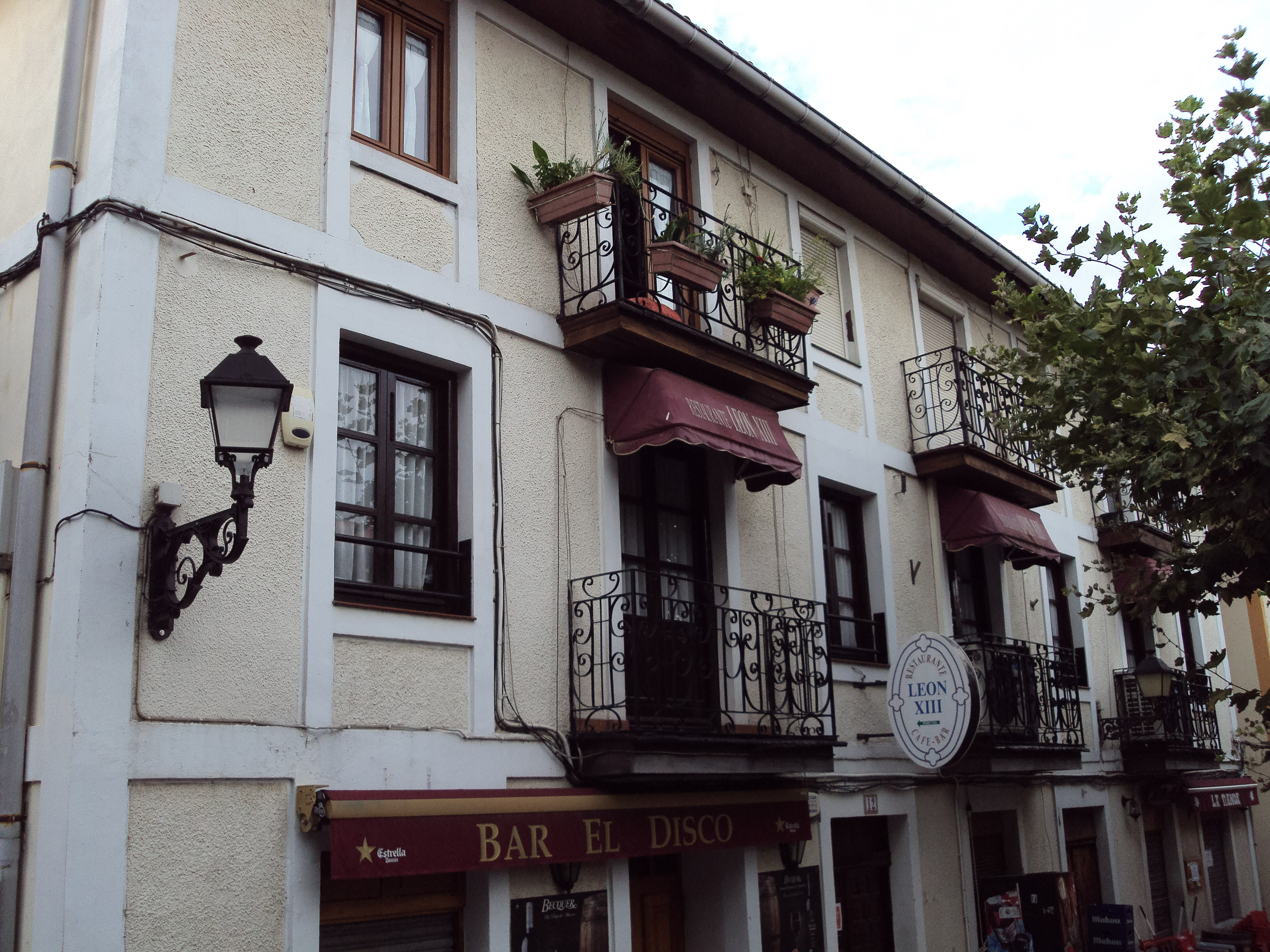
Casa 12 en la calle Santa María Magdalena
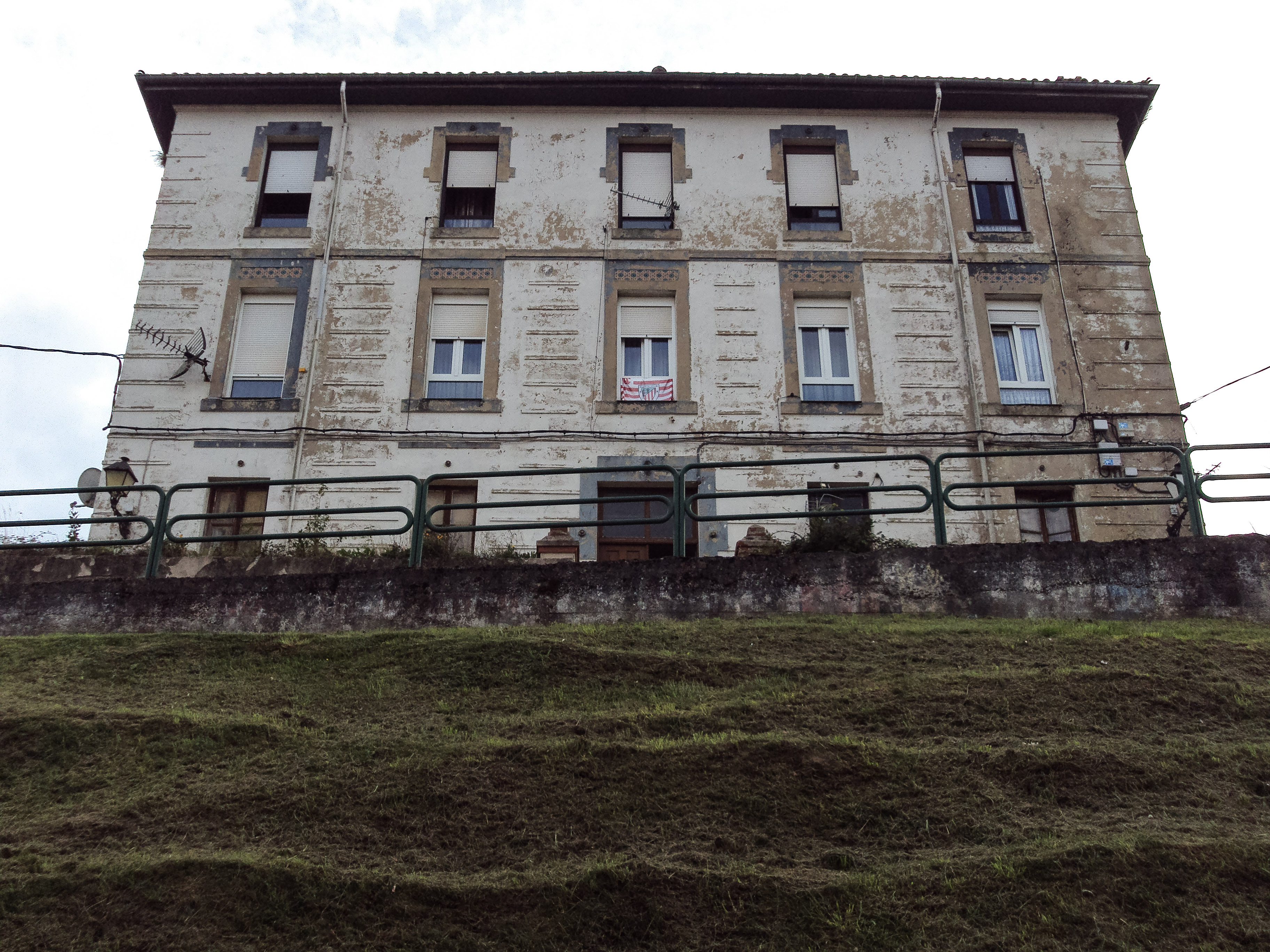
Antigua casa cuartel.

## Demografía y población

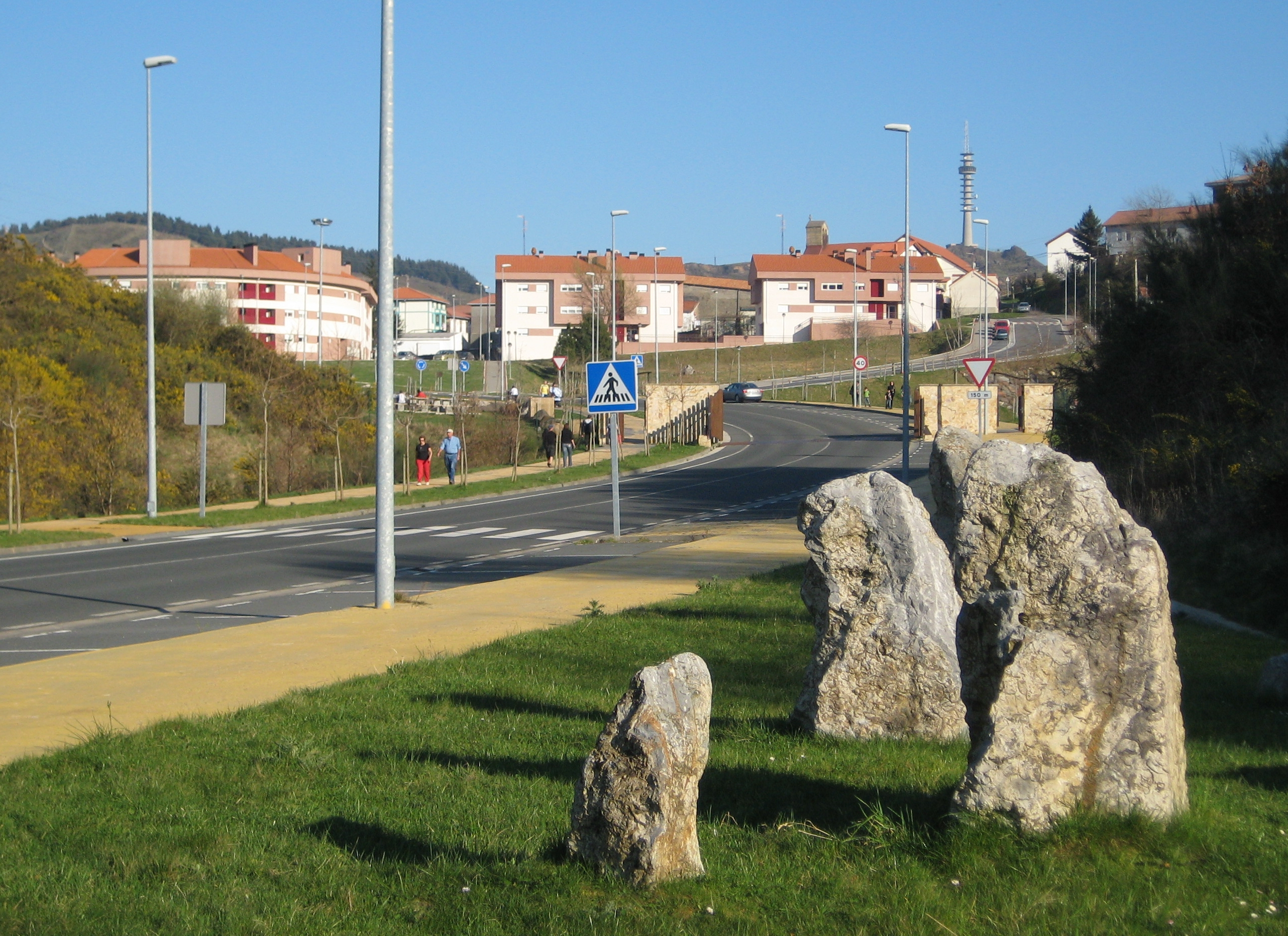
La Arboleda vista desde la entrada de acceso al campo de golf Meaztegi.

A finales del siglo XIX y principios del XX La Arboleda era el distrito más poblado de Trapagarán. En el apogeo de la minería se cree que más de 3.000 personas vivían en el distrito. Conforme fue disminuyendo el hierro que se extraía de las minas, el índice de población fue reduciéndose y durante el siglo XX se ha reducido a una quinta parte.
| 2000 | 2001 | 2002 | 2003 | 2004 | 2005 | 2006 | 2007 | 2008 | 2015 |
| ---- | ---- | ---- | ---- | ---- | ---- | ---- | ---- | ---- | ---- |
| 535  | 537  | 515  | 500  | 504  | 490  | 488  | 479  | 468  | 532  |

## Medios de transporte
El funicular de Larreineta conecta el centro de Trapagarán con el barrio de Larreineta, próximo a La Arboleda, y es el principal transporte público para llegar a la localidad.
Originalmente, el funicular era utilizado por cientos de trabajadores que iban a trabajar a las minas de La Arboleda y de los alrededores y también para transportar el hierro extraído de las minas hasta los muelles de carga en el fondo del valle.

## Deportes
Desde 1954, el barrio está representado en el fútbol vizcaíno por el Club Deportivo La Arboleda, llegando a jugar en el segundo nivel de las categorías de la FVF-BFF. Juega sus encuentros en el campo de Las Cármenes. Sus colores son el verde, combinado con el marrón.
En el lateral del barrio se encuentra el campo de Golf Meaztegi. Es propiedad de la Diputación Foral de Vizcaya y fue diseñado por el golfista español Severiano Ballesteros.

## Galería de fotos

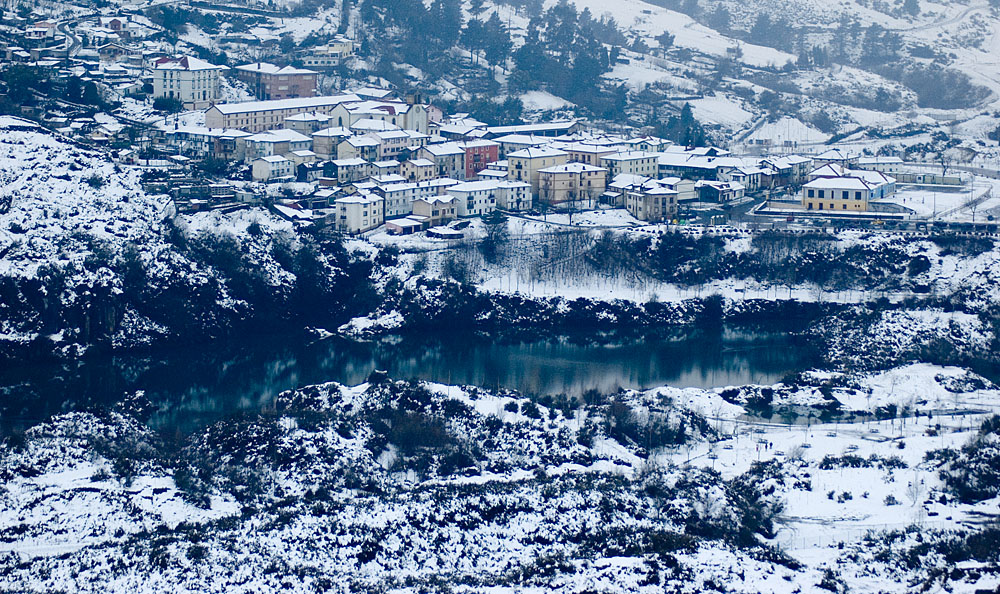
La Arboleda nevada.
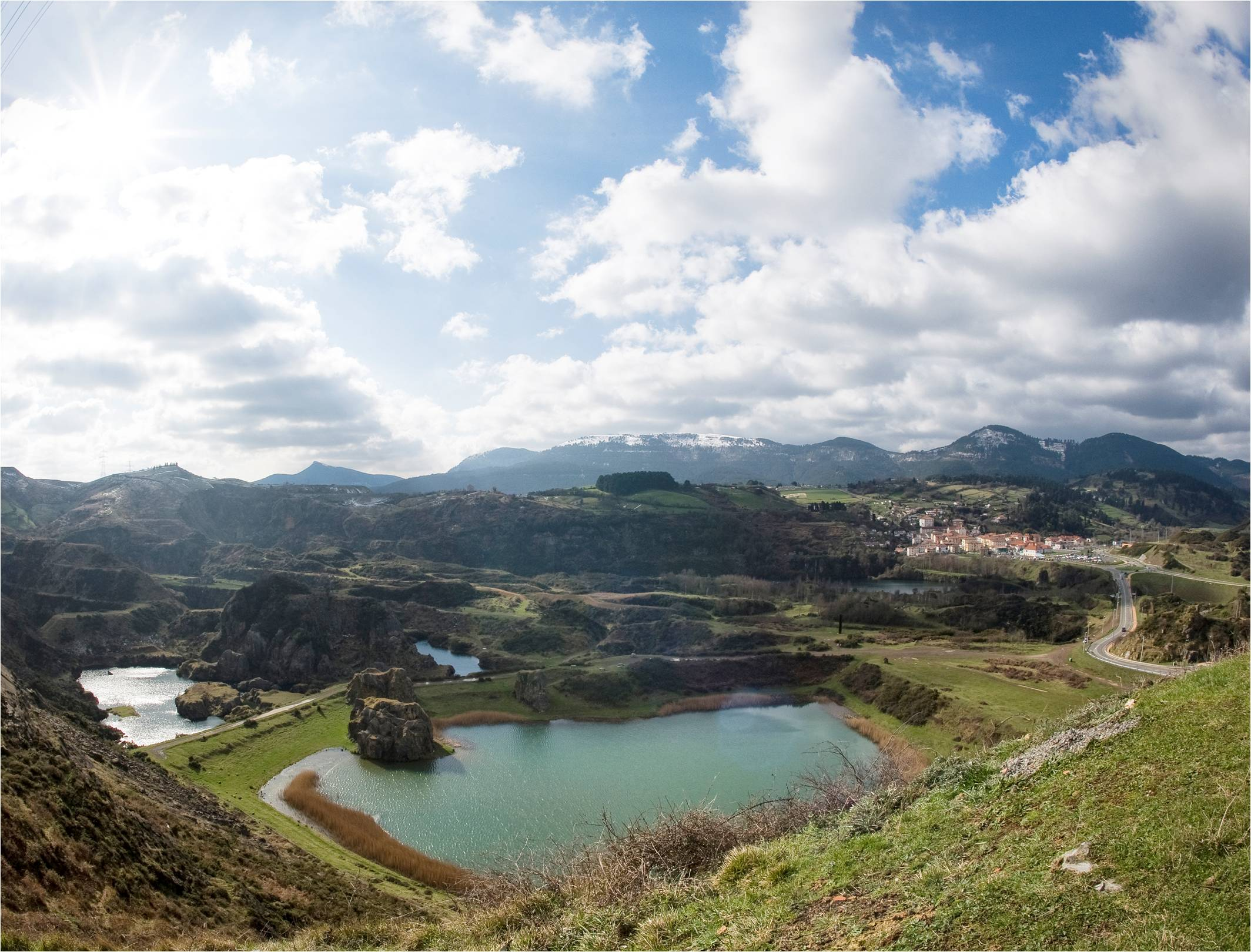
Vista de los pozos de La Arboleda.
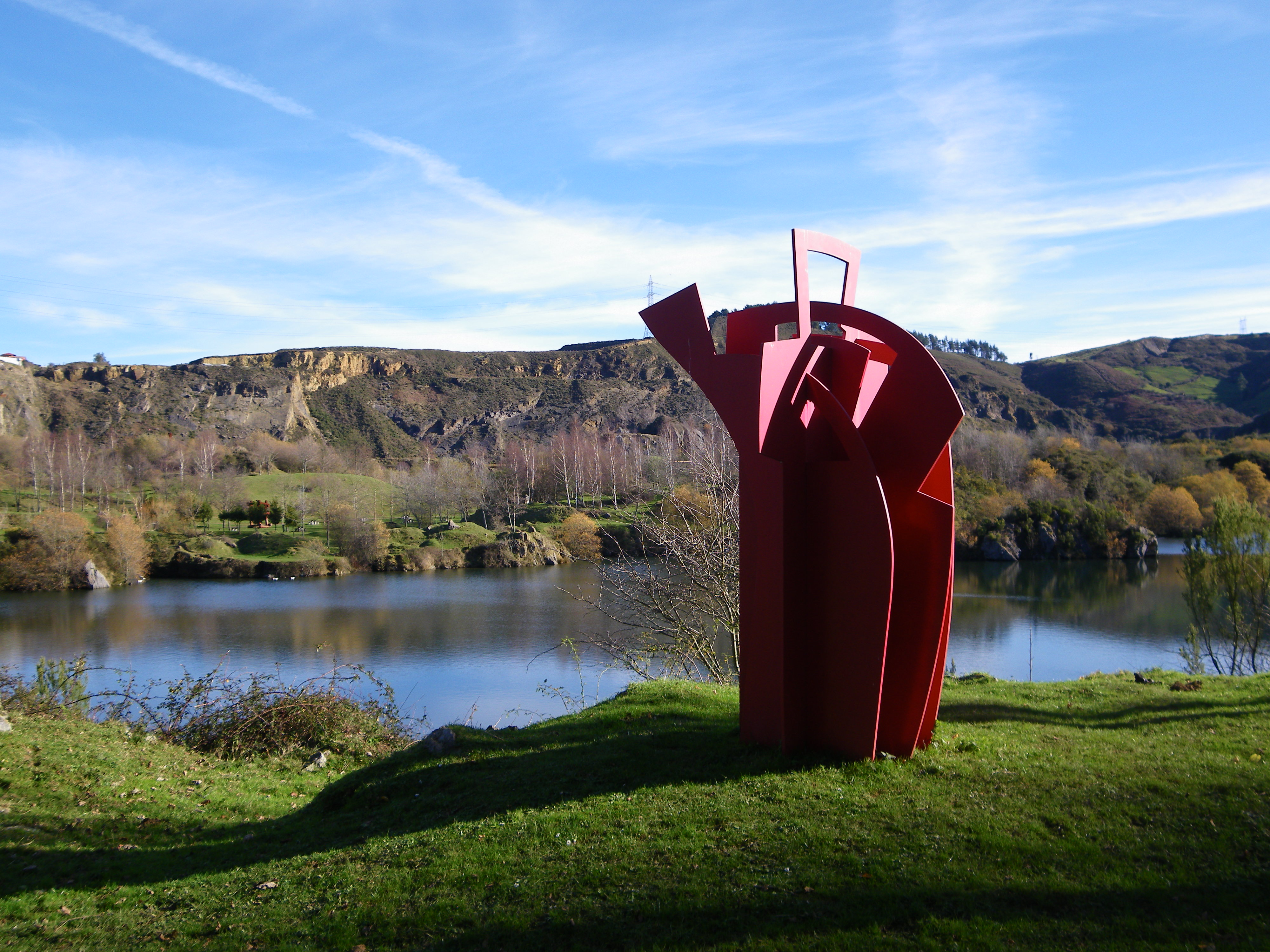
Vista de uno de los pozos. En primer plano la escultura realizada en acero corten por el artista Iñigo Arregi.
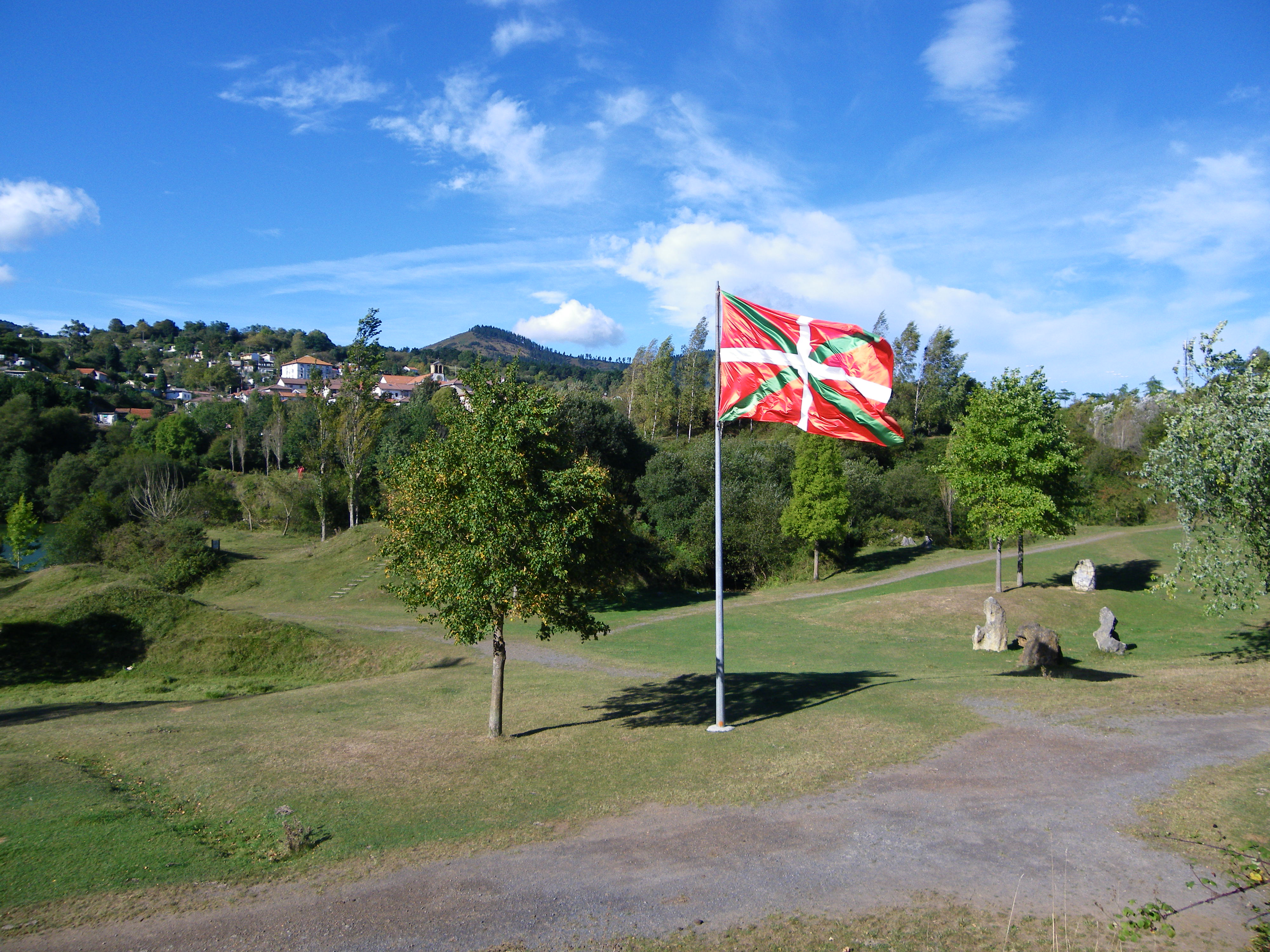
Parque Meatzaldea Goikoa.